# Gotspe
Een gotspe (chotspe) is een uiting of handeling waarvan het betekenis-spectrum ligt tussen 'gewaagd' en 'brutaal'. Het eerste gedocumenteerde gebruik van 'gotspe' in het geschreven Nederlands dateert van 1937.
Klassiek voorbeeld van een gotspe:

Iemand die zijn vader en moeder vermoordt, en vervolgens de rechter om clementie vraagt omdat hij wees is.
'Gotspe' wordt in het Nederlands ook in de schrijftaal gebruikt. Ook de Engelse variant 'chutzpah' komt voor in de schrijftaal. Het Duitse 'Chuzpe' en het Poolse 'hucpa' komen alleen in de spreektaal voor. In het Pools heeft 'hucpa' naast bravoure ook de betekenis van 'fraude'.

## Etymologie
Het woord is via het Bargoens afkomstig uit het Jiddisch en uiteindelijk het Hebreeuws. Oorsprong in het Nederlands is het West-Jiddische חוצפּה (khutspe /ˈχut͡spɛ/) van het Hebreeuws חצפה (ḥuṣpā(h) /χut͡sˈpa(ː)/). Het Hebreeuwse woord heeft betrekking op iemand die een grens is overgegaan, zonder daar schaamte voor te voelen.